# モロッツォ
モロッツォ（伊: Morozzo）は、イタリア共和国ピエモンテ州クーネオ県にある、人口約2,000人の基礎自治体（コムーネ）。

## 地理

### 位置・広がり

#### 隣接コムーネ
隣接するコムーネは以下の通り。
- ベイネッテ
- カステッレット・ストゥーラ
- クーネオ
- マルガリータ
- モンドヴィ
- モンタネーラ
- ロッカ・デ・バルディ
- サンタルバーノ・ストゥーラ

#### 地震分類
イタリアの地震リスク階級 (it) では、3 に分類される
。

## 行政

### 分離集落
モロッツォには、以下の分離集落（フラツィオーネ）がある。
- Consovero, Riforano, Trucchi